# Oldřich Rott
Oldřich Rott (Třebechovice pod Orebem, 1951. május 26. –) olimpiai bajnok csehszlovák válogatott cseh labdarúgó.

## Pályafutása

### Klubcsapatban
A Spartak Hradec Královéban kezdett futballozni, majd innen szerződött 1973-ban a Dukla Praha csapatához, ahol pályafutása jelentős részét töltötte. Ezalatt a csehszlovák bajnokságot három, a csehszlovák kupát pedig két alkalommal sikerült megnyernie. Később játszott még Cipruson és a Slavia Prahában is egy-egy szezont.

### A válogatottban
1978 és 1979 között 3 alkalommal szerepelt a csehszlovák válogatottban. Részt vett az 1980-as Európa-bajnokságon és tagja volt az 1980-ban olimpiát nyerő válogatott keretének is.

## Sikerei, díjai
Dukla Praha
- Csehszlovák bajnok (3): 1976–77, 1978–79, 1981–82
- Csehszlovák kupa (2): 1980–81, 1982–83

Csehszlovákia
- Európa-bajnoki bronzérmes (1): 1980
- Olimpiai bajnok (1): 1980